# Cassiano Barbosa
Cassiano Barbosa de Abreu e Lima Lopes Rodrigues (Porto, 30 de Dezembro de 1911 - Porto, 22 de Maio de 1998) foi um arquitecto português.
Diplomado pela Escola Superior de Belas-Artes do Porto, em 1945, projectou o "Bloco da Carvalhosa", no Porto, em conjunto com Arménio Losa. Entre 1950 e 1955, os dois arquitectos colaboraram na concepção do "Edifício Soares & Irmão", prédio de escritórios e habitação na Rua de Ceuta, no Porto, contando ainda com a colaboração de Raul Ferreira em ateliers de arquitectura no Porto (1955-1957).
Cassiano Barbosa recebeu uma medalha de ouro de mérito pelo seu trabalho em 1988 e existe, no Porto, uma rua com o seu nome.